# 嵐璃寛 (5代目)
五代目 嵐 璃寛（ごだいめ あらし りかん、明治4年3月11日（1871年4月30日） - 大正9年（1920年）9月6日）は大阪の歌舞伎役者。屋号は葉村屋。俳号に獅子。本名は淺川 岩五郎（あさかわ いわごろう）。
大阪・南の宗右衛門町の生まれ、生家が四代目嵐璃寛の贔屓だったが破産、そこで明治8年（1875年）10月、四代目が養子として引き取る。翌年の道頓堀中座『傾城阿波の鳴門』で巡礼お鶴で嵐秀二郎と名乗り初舞台。明治14年（1881年）養父と上京、9月の市村座で二代目嵐和三郎を襲名。明治21年（1888年）12月京都北向芝居で五代目嵐徳三郎を襲名する。
上方歌舞伎の名家の御曹司として人気も上昇するが、驕慢さが目立つようなり、しばしば駆け落ち騒ぎをくり返し、関係者の顰蹙を買う。贔屓筋からも「駆落役者」と悪口を言われた。
女形で線の細い芸風だったが、言動が災いして大成しなかった。大正7年（1918年）5月大阪中座で五代目嵐璃寛を襲名。その二年後死去した。
門人に六代目嵐徳三郎がいる。